# Nkongho (langue)
Pour les articles homonymes, voir Nkongho.
Le nkongho (ou kinkwa, lekongo, haut mbo) est une langue bantoue parlée au Cameroun, dans la région du Sud-Ouest, le département du Koupé-Manengouba, l'arrondissement de Nguti, également dans la  région du Littoral et le département du Moungo.
Avec 2 230 locuteurs en 2000, c'est une langue en danger (statut 6b).